# Гіммельрід
Гіммельрід (нім. Himmelried) — громада  в Швейцарії в кантоні Золотурн, округ Тірштайн.

## Географія
Громада розташована на відстані близько 55 км на північ від Берна, 25 км на північ від Золотурна.
Гіммельрід має площу 6 км², з яких на 10,6% дозволяється будівництво (житлове та будівництво доріг), 30,4% використовуються в сільськогосподарських цілях, 58,7% зайнято лісами, 0,3% не є продуктивними (річки, льодовики або гори).

## Демографія
2019 року в громаді мешкало 947 осіб (+2% порівняно з 2010 роком), іноземців було 11,8%. Густота населення становила 157 осіб/км².
За віковим діапазоном населення розподілялося таким чином: 16,7% — особи молодші 20 років, 60,2% — особи у віці 20—64 років, 23,1% — особи у віці 65 років та старші. Було 437 помешкань (у середньому 2,2 особи в помешканні).
Із загальної кількості 133 працюючих 29 було зайнятих в первинному секторі, 21 — в обробній промисловості, 83 — в галузі послуг.